# 舎熊駅
舎熊駅（しゃぐまえき）は、北海道（留萌振興局）増毛郡増毛町舎熊（しゃくま）にあった北海道旅客鉄道（JR北海道）留萌本線の駅（廃駅）である。電報略号はクマ。事務管理コードは▲121512であった。

## 歴史

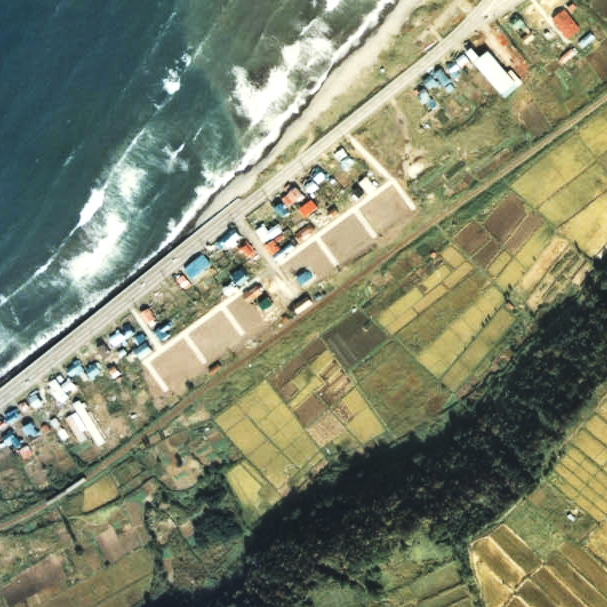
1977年の舎熊駅と周囲約500m範囲。左が増毛方面。

- 1921年（大正10年）11月5日：鉄道省留萠線留萠駅 - 増毛駅間開通（留萠線全通）に伴い開業[3][4]。一般駅[1]。
- 1931年（昭和6年）10月10日：線路名を留萠本線に改称、それに伴い同線の駅となる[3]。
- 1949年（昭和24年）6月1日：公共企業体である日本国有鉄道に移管。
- 1960年（昭和35年）9月15日：貨物取扱い廃止[1]。
- 1963年（昭和38年）5月1日：業務委託化。
- 1984年（昭和59年）2月1日：荷物取扱い廃止[1]。無人化[5][6]。
- 1980年代後半：駅舎改築、貨車駅舎となる。
- 1987年（昭和62年）4月1日：国鉄分割民営化によりJR北海道に継承[1]。
- 1997年（平成9年）4月1日：線路名を留萌本線に改称、それに伴い同線の駅となる[3]。
- 2016年（平成28年）12月5日：留萌駅 - 増毛駅間の廃止に伴い、廃駅となる[7]。

### 駅名の由来
当駅の所在する地名より。地名は、アイヌ語で「イサックマ（i-sat-kuma）」（それ＝魚・を乾かす・物干し棚）に由来する。
なお、地名は2022年（令和4年）現在、よみは「しゃくま」と清音になっている。

## 駅構造
単式ホーム1面1線の地上駅で、ホームは線路の北西側（増毛方面に向かって右手側）に存在していた。廃止時点では転轍機を持たない棒線駅だが、かつては相対式ホーム2面2線を有する交換駅で、さらに駅裏側に複数の貨物側線を有していた。これらは貨物取扱い廃止後に撤去され、ホーム前後の線路は転轍機の名残りで湾曲していた（交換設備の廃止時期は不明）。
無人駅となっており、駅舎は構内の西側に位置しホーム中央部分に接していた。有人駅時代の古い板張りの駅舎は改築され、ヨ3500形車掌車を改造した貨車駅舎となっていた。宗谷本線の貨車駅舎と全く同一の外観で、旧駅舎の基礎の上に設置されており、この基礎のコンクリートは劣化のため廃墟のようになっていた。トイレは無かった。
2016年、駅名標が2枚盗難にあったが、「いたちごっこになる」という理由で、新たに取り付けられる事は無かった。

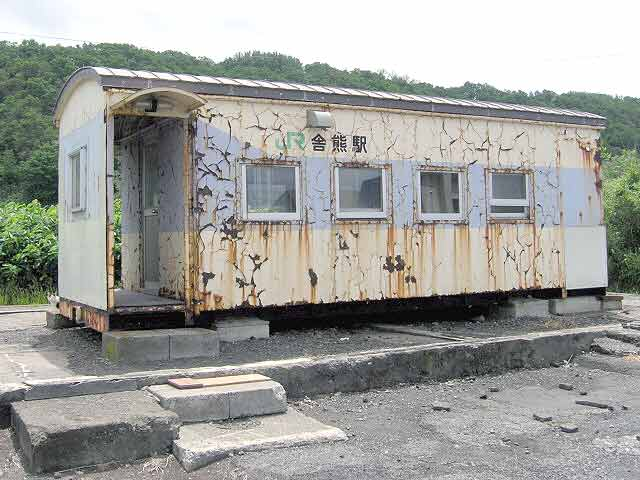
駅舎（2004年6月）
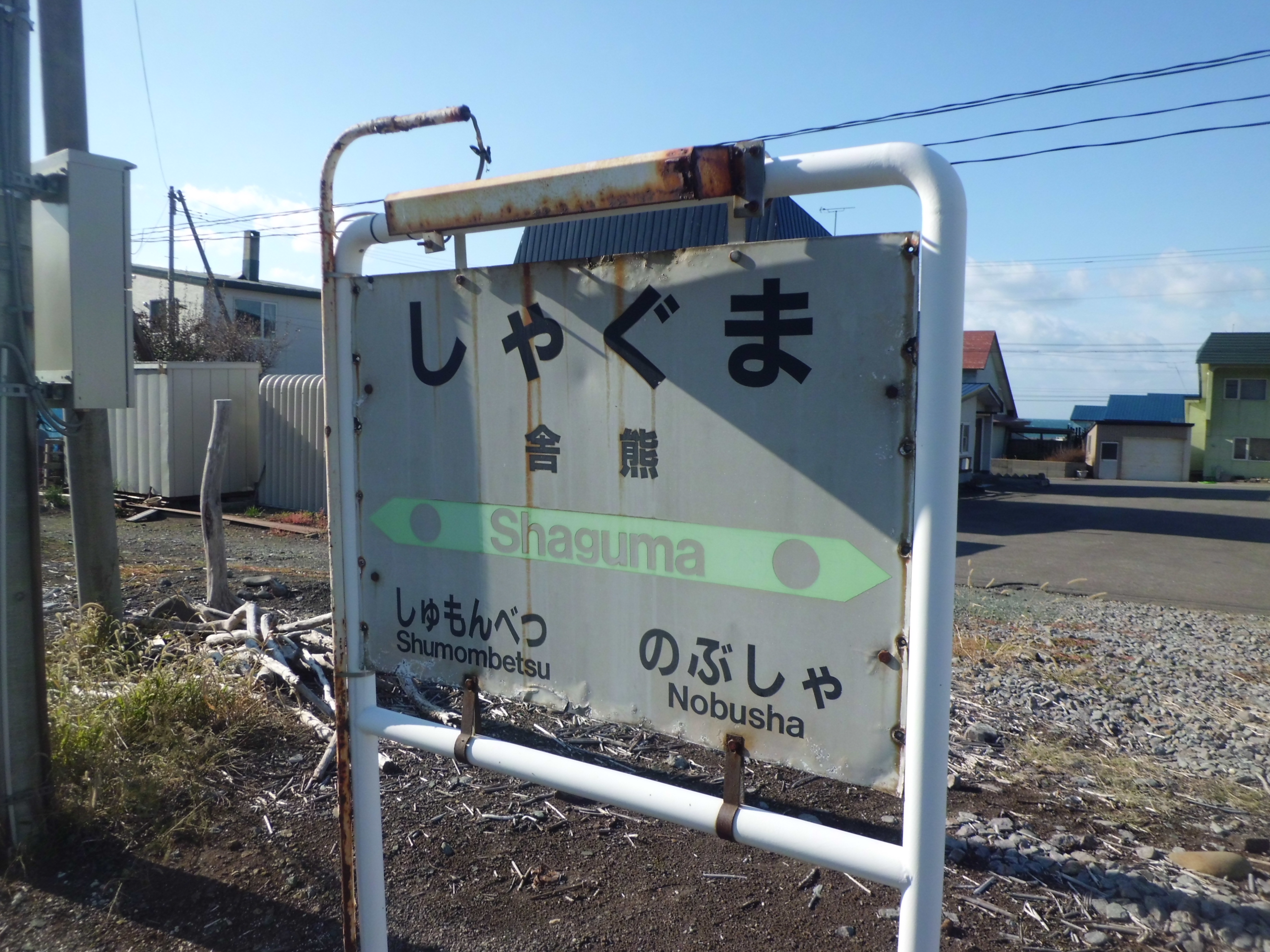
駅名標（2016年10月）

## 利用状況
- 1992年度（平成4年度）の1日乗降客数は28人[11]。
- 2011年（平成23年）- 2015年（平成27年）の11月の調査日に実施された、乗降人員調査の平均は「1名以下」[16]。

## 駅周辺
周辺に農家が点在しており、貨物側線跡は小さなパークゴルフ場となっている。
- 国道231号（日本海オロロンライン）
- 留萌警察署舎熊駐在所
- 舎熊郵便局
- 沿岸バス「舎熊郵便局前」停留所
  - かつては「舎熊駅前」という名称であったが、廃駅後の2017年4月1日より現停留所名に変更された。

## 駅跡
2017年10月現在、廃駅舎・ホームともに撤去され、砂利が敷かれた更地となっているが、かつてホーム上に設置されていた電灯設備が残存しているほか、駅前の広場跡は、冬季は雪捨て場として活用されている。

## 隣の駅
北海道旅客鉄道（JR北海道）
留萌本線
信砂駅 - 舎熊駅 - 朱文別駅